# 北京金霖酒店
北京金霖酒店，位于北京市东城区珠市口东大街346号。

## 简介
北京金霖酒店的原址是清朝的精忠庙。1958年，北京华北光学仪器厂（简称218厂）在这里建厂。218厂是苏联援建的156个成套项目之一。后来，218厂成为央企中国兵器工业集团公司下属企业。约在2012年，浙江商人叶根金与中国兵器工业集团公司签订租约，叶根金的金霖投资集团获得该地块及其建筑的20年租期，双方约定到期再续约20年。此后，原218厂的俄式旧厂房被改造成酒店。
北京金霖酒店于2013年1月开业，酒店坐北朝南，主楼5层，附楼3层，仿照四合院格局布置，庭院面积4000平方米。酒店还设有中、西餐厅。
2013年，北京金霖酒店开始承担每年“全国两会”中的全国人大会议浙江代表团接待任务。2015年停止承担该任务。
北京金霖酒店开业后，主要与一些央企合作。但从2013年下半年起，一系列廉政政策导致中国国内酒店业失去了央企和政府客源。北京金霖酒店的经营也陷入一定困难。2014年12月，北京金霖酒店对外推销自己的精装公寓，销售人员表示整个酒店的所有客房将全部改造成住宅公寓出售。此举涉嫌违反了2010年5月北京市住建委、发改委、规划委、国土局联合下发的《关于加强酒店类项目销售管理有关问题的通知》。随后北京金霖集团董事长叶根金澄清，北京金霖酒店的产权不可分割，并称酒店仍然要继续营业，仅仅是南楼140余套房间转让使用权。